# Condado de Richland (Wisconsin)
O Condado de Richland é um dos 72 condados do Estado americano do Wisconsin. A sede do condado é Richland Center, e sua maior cidade é Richland Center. O condado possui uma área de 1 526 km² (dos quais 8 km² estão cobertos por água), uma população de 17 924 habitantes, e uma densidade populacional de 12 hab/km² (segundo o censo nacional de 2000). O condado foi fundado em 1842.